# Берёзовка (Добринский район)
Берёзовка — деревня Добринского района Липецкой области России. Входит в состав Верхнематрёнского сельсовета.

## География
На севере граничит с деревней Воля.

## История
Возникла как артель «Пахарь» в 1920-е годы.
В 1941 году в деревне Берёзовка насчитывалось 52 домохозяйства.

## Население
| 2010 |
| ---- |
| 35   |